# アリ・ムルトポ
アリ・ムルトポ（1924年9月23日 - 1984年5月15日）は、インドネシアの思想家、軍人、政治家。スハルト将軍政権下の「新秩序体制」において重要な役割を果たす。
アルファベット表記は、Ali Moertopo だが、Ali Murtopoとしばしば書かれる。インドネシア国軍中将。中部ジャワ州、西ジャワ州で教育を受けた。

## 初期の経歴
オランダ領東インド中部ジャワ州ブロラ県に生まれた。
アリ・ムルトポはインドネシア独立後の1945年に人民治安団(BKR; Badan Keamanan Rakyat) に参加。1950年代にはディポネゴロ師団司令部（Kodam IV）に配属された。当初は第400急襲歩兵大隊（ニックネーム：Banteng Raiders；急襲する牛）に所属。この大隊はアフマド・ヤニの麾下にあり、反政府過激派ダルル・イスラームを鎮圧するための特殊部隊であった。1956年、ムルトポはヨガ・スゴモとともに、スハルト中佐のディポネゴロ師団長就任を支援したが、これはうまく行き、スハルトは大佐に昇進して師団長に就任し、ムルトポはその見返りに地域補佐官となった。
この当時のインドネシア共和国は、インドネシア共和国革命政府 (PRRI)による反政府運動に脅かされており、インドネシア国軍(ABRI)はこれを制圧するためスマトラ島に派遣されていた。1959年にムルポトはスマトラに派遣され、ヨガ・スゴモが指揮下の第二連隊で参謀長を務めた。同じ年、スハルトは汚職に連座し、アブドゥル・ハリス・ナスティオン陸軍参謀長によって師団長の地位を追われ、1960年にインドネシア指揮幕僚大学(SSKAD)での学習を命じられた。PRRIの鎮圧後、ムルトポは中部ジャワ州に戻り、新たにプラノト・レクソサムドロの指揮下にあったディポネゴロ師団司令部勤務となった。
スハルトはSSKADでの教育を終えると、ジャカルタに呼び戻され、インドネシア国軍に復帰する。この時、ムルトポは再び彼の部下となった。同時に、スハルトはナスティオンの信任を得て総合予備軍(CADUAD)の創設を任される。CADUADの設立後はスハルトは准将に昇進し、その司令官の地位についた。ムルトポはまたもスハルトの配下となり、CADUADの参謀長補佐の地位につく。

## 新秩序体制
ムルトポはインドネシアの諜報機関の近代化に大きな役割を果たした。彼は、主にスハルト体制の政敵の抑圧を目的とした、特殊部隊と名付けられた諜報活動を行った。
1968年にムルトポは無数に乱立していた小政党を合併して、容易に支配できる2、3の政党に集約することに手をつけた。これはその後、1973年に実現し、ゴルカル(Golkar)、開発統一党 (PPP; Partai Persatuan Pembangunan、イスラム教主体の政党を合併)、インドネシア民主党（PDI; Partai Demokrasi Indonesia、国家主義的な政党を合併)の3つの政党に集約された。
1971年、ムルトポはスハルト大統領の私的補佐官であるスヨノ・フマルダニとともに、政治経済・社会問題に関する政策研究を行うシンクタンクであるインドネシア戦略国際問題研究所（CSIS; The Centre for Strategic and International Studies）を創設する。
1984年、ジャカルタで死去。